# Schauta-Stoeckel-Operation
Die Schauta-Stoeckel-Operation, auch als Schauta-Operation oder Schauta-Amreich-Operation bezeichnet, ist eine radikale vaginale Totalexstirpation der Gebärmutter beim Zervixkarzinom.

## Geschichte
Die Behandlung des Gebärmutterhalskrebses erfolgte lange Zeit mit einer einfachen Gebärmutterentfernung, meist über die Scheide, da der Weg über einen Bauchschnitt zu riskant war. Karl August Schuchardt führte 1893 in Stettin die erste erweiterte vaginale Gebärmutterentfernung durch. Möglich wurde die Operation erst durch die Entwicklung des Schuchardt-Schnittes, bei dem das seitliche Scheidengewölbe durch eine Durchtrennung des Musculus levator ani eröffnet wurde. Das Verfahren wurde 1901 durch den Wiener Gynäkologen Friedrich Schauta und später durch Walter Stoeckel an der Charité in Berlin weiterentwickelt. Isidor Alfred Amreich erarbeitete jedoch erst 1924 in Wien die eigentliche Operationsanatomie durch die Darstellung der einzelnen Spatien und entwickelte damit den Eingriff zu einer anatomischen Operation weiter. Im direkten Vergleich mit der Wertheim-Meigs-Operation war der Eingriff mit einer geringeren Mortalität verbunden, jedoch auch weniger radikal, da Lymphknotengruppen nicht erreichbar waren. Durch die Reduzierung der Risiken bei der Operation am offenen Bauch nahm die Bedeutung der Operation zugunsten der Wertheim'schen Operation ab.

## Heutige Bedeutung
Aufgrund der heutigen Möglichkeiten der Laparoskopie, insbesondere der laparoskopischen Lymphknotenentfernung, erhält die Schauta-Operation wieder eine größere Bedeutung, da sie ein individualisiertes risikoangepasstes und nervenschonendes Vorgehen erlaubt.